# کب کلووی
کب کلووی (انگلیسی: Cab Calloway; ۲۵ دسامبر ۱۹۰۷ – ۱۸ نوامبر ۱۹۹۴) خواننده-ترانه‌پرداز، رقصنده اهل ایالات متحده آمریکا بود. وی بین سال‌های ۱۹۳۰ تا ۱۹۹۴ میلادی فعالیت می‌کرد.
از فیلم‌ها یا برنامه‌های تلویزیونی که وی در آن نقش داشته‌است می‌توان به برادران بلوز اشاره کرد.
وی همچنین برندهٔ جوایزی همچون نشان ملی هنر شده‌است.